# Арбузов, Сергей Геннадьевич
Серге́й Генна́дьевич Арбу́зов (укр. Сергі́й Генна́дійович Арбу́зов; род. 24 марта 1976, Донецк) — бывший украинский государственный и политический деятель, экономист, финансист, банкир. Исполняющий обязанности премьер-министра Украины (28 января — 27 февраля 2014), первый вице-премьер-министр Украины (2012—2014). Глава Национального банка Украины (2010—2012).

## Биография
Родился в семье финансистов. Окончил среднюю школу № 97 в Донецке. В 1997 году окончил Донецкий государственный университет по специальности «Финансы и кредит» (квалификация — экономист). В дальнейшем стал кандидатом экономических наук, тема диссертации — «Финансовый механизм развития ипотечного рынка».
С 1995 года работал в донецком филиале «ПриватБанка», начинал свой путь с экономиста, после окончания института в августе 1998 года был назначен руководителем филиала в городе Константиновке.
С 2003 по май 2010 года — председатель правления банка «Донеччина», позже переименованного в «Укрбизнесбанк».
На местных выборах 2006 года баллотировался по списку партии «Наша Украина» в Донецкий областной совет, однако партия не преодолела 3 % барьер.
24 июня 2010 года был назначен председателем наблюдательного совета «Укрэксимбанка».
1 сентября 2010 года был назначен первым заместителем главы, а 23 декабря голосами 282 народных депутатов был назначен главой Национального банка Украины. В то время украинская экономика только начинала оправляться от предыдущего кризиса, тогда как НБУ взялся за стабилизацию гривны, которая неуклонно падала, а банковская система была на грани девальвации, что означала немедленный рост потребительских и розничных цен на все товары. В некоторой степени Нацбанк, во время главенства Арбузова, улучшил и стабилизировал ситуацию в коммерческих банках.
Издание «Фокус» (май 2012) отмечало, что у Арбузова наибольший среди украинских чиновников оклад — 140 тыс. грн в месяц.
24 декабря 2012 года указом президента Виктора Януковича Сергей Арбузов был назначен первым вице-премьер-министром Украины в новом правительстве Николая Азарова.
Курировал сферы аграрной политики и продовольствия, экономического развития, торговли, социальной политики, финансов, доходов и сборов.
25 марта 2013 года по распоряжению Януковича Арбузов был назначен представителем Украины в Экономическом совете СНГ, сменив на этой должности Валерия Хорошковского.
После отставки Николая Азарова с поста премьер-министра Арбузов, как первый вице-премьер, стал временно исполняющим обязанности главы правительства.
Являлся председателем Совета глав правительств СНГ с 28 января по 4 апреля 2014 года.

### После 2014 года
Покинул страну в марте 2014 года, с мая был объявлен во всеукраинский розыск. 29 марта был исключён из «Партии регионов».
В начале лета из интервью российскому государственному информационному агентству «РИА Новости» стало известно местопребывание бывшего министра: «скромный офис в деловой части Москвы» с украинскими флагами «на столах и этажерках».
Возглавляет созданную в июне 2014 года в Санкт-Петербурге ассоциацию «Центр исследований экономического и социокультурного развития стран СНГ, Центральной и Восточной Европы» Березуцкий  (RESCUE). В экспертном совете пребывает сам Арбузов, директор института экономики РАН Руслан Гринберг и другие. Центр является некоммерческой организацией, функционирующей на «добровольные пожертвования членов экспертного совета». Сергей Арбузов в качестве приглашённого эксперта участвует в ток-шоу на российских телеканалах, где активно критикует политику новых властей Украины.

## Уголовное преследование
Сергею Арбузову инкриминируют хищение ₴ 20 млн прибыли телеканала «БТБ», инициатором создания которого он выступил. Но согласно заявлению адвоката Арбузова Игоря Фомина, дело должно быть закрыто, поскольку «телеканал не получал прибыли за весь период своего существования». То есть по мнению защиты, отсутствует состав преступления. Косвенно это подтверждали и в Генеральной прокуратуре Украины.

«То обвинение, которое сегодня выдвинуто Арбузову, это является юридическим бредом. Его, насколько я знаю, я могу ошибаться, — его обвиняют в хищении прибыли… Нельзя разворовать прибыли.»

Сергей Власенко, украинский политик и юрист, народный депутат Украины VI-го, VII-го созывов

15 апреля был включён в санкционный список Евросоюза.
12 января 2015 года министр внутренних дел Украины Арсен Аваков объявил об объявлении Сергея Арбузова в розыск Интерполом. Глава МВД также отметил, что власти Российской Федерации игнорируют документы со стороны Украины о розыске порядка 24 человек, ранее занимавших высокие должности в стране, среди которых есть и Арбузов.
Но уже в декабре 2015 года Интерпол отказал Генпрокуратуре Украины в объявлении Сергея Арбузова в международный розыск. По словам начальника управления спецрасследований ГПУ Сергея Горбатюка, в Интерполе считают, что преследование бывшего чиновника имеет не криминальный характер, а политический.
В июне 2015 года Генеральная прокуратура Украины начала заочное осуждение по подозрению Арбузова в хищении и присвоении государственных средств Нацбанка на сумму около ₴ 118 млн . Также на исполнении в компетентные органы Латвии находится международное поручение ведомства, касающееся ареста на основании судебного решения денежных средств Сергея Арбузова на сумму свыше $ 49 млн.
11 сентября 2015 года ГПУ сообщила об аресте счетов аффилированных с Арбузовым компаний-нерезидентов в национальных банковских учреждениях на общую сумму $ 49,51 млн, среди которых имеются облигации внутреннего государственного займа номинальной стоимостью $1,021 млрд и ₴ 1,495 млрд.
Но уже в декабре 2015 года защита Сергея Арбузова получила и обнародовала официальные ответы латвийских государственных органов. Так, согласно информации Информационного центра Министерства внутренних дел Латвии, «нет сведений об уголовных процессах, в которых в каком-либо статусе был бы привлечен Сергей Арбузов». Латвийский совет присяжных судебных исполнителей также отрицает, что в делопроизводствах судебных исполнителей находятся дела, в которых Сергей Арбузов был бы в статусе взыскателя или должника. Таким образом, по словам адвоката Сергея Арбузова Сергея Ковалева, заявление Генпрокуратуры Украины о якобы аресте латвийскими правоохранителями $ 49,5 млн на счетах Арбузова не соответствует действительности.

«Защита Сергея Арбузова сделала официальные запросы в латвийские государственные органы и в латвийские банки. Теперь у нас есть документальное подтверждение тому, что ГПУ ввела украинскую общественность в заблуждение».

Юрий Глотов, адвокат Сергея Арбузова 

К защите подключилось также Министерство информационной политики Украины, которое резко отозвалось на заявление Генеральной прокуратуры о том, что телеканал «БТБ» так и не был создан, поскольку деньги на его создание были разворованы Арбузовым. По словам заместителя Министра информационной политики Украины Артема Биденко, «телеканал „БТБ“ существует достаточно давно, находится по физическому адресу Куреневский переулок 19/5. Если вы введете в Google соответствующий запрос — „телеканал БТБ“ — то получите множество ссылок, начиная от Википедии, и заканчивая youtube-каналом с соответствующим контентом». Таким образом, Генеральной прокуратуре Украины ещё не удалось подтвердить ни одно из обвинений, выдвинутых Сергею Арбузову с момента его отставки с поста и. о. премьер-министра Украины.
28 января Европейский суд в Люксембурге разморозил активы Арбузова и ряда других украинских чиновников. «Суд определил, что лицо не может считаться ответственным за незаконное присвоение денежных средств исключительно на том основании, что в его отношении ведется предварительное расследования в третьей стране, без четкого понимания органами власти ЕС обстоятельств этого расследования», — говорится в решении суда. В результате с Сергея Арбузова были сняты все санкции на территории Евросоюза.
15 февраля 2016 года Печерский суд Киева удовлетворил ходатайство Генеральной прокуратуры Украины о заочном расследовании в отношении Арбузова, что позволяет в дальнейшем заочное осуждение и вынесение приговора. 16 февраля Генеральная прокуратура Украины начала процедуру специального (заочного) расследования против экс-первого вице-премьера, которому инкриминируется растрата чужого имущества путём злоупотребления своим служебным положением в особо крупных размерах.
3 января 2020 года появилась новость с ссылкой на Высший антикоррупционный суд Украины об избрании меры пресечения Сергею Арбузову в виде заочного взятия под стражу. 24 января новостное агентство «Интерфакс-Украина» опровергло эту информацию.

## Семья
- Мать — Валентина, экс-председатель правления зарегистрированного Нацбанком в апреле 2009 года «Всеукраинского банка развития». Ранее была директором Донецкого регионального управления «ПриватБанка»[31]. На данный момент не работает[32].
- Жена — Ирина (1970 г.р), работала в «Укрбизнесбанке» заместителем завхоза[5].
- Дети Сергей (1996 г.р.) и Михаил (2004 г.р.)